# 吉爾伯茨維爾 (肯塔基州)
吉爾伯茨維爾（英語：Gilbertsville）是位於美國肯塔基州馬歇爾縣的一個人口普查指定地區。

## 人口
根據2020年美國人口普查的數據，吉爾伯茨維爾的面積為2.70平方千米，當中陸地面積為2.62平方千米，而水域面積為0.08平方千米。當地共有人口332人，而人口密度為每平方千米122.96人。